# المتحف الوطني المجري
تم تأسيس المتحف الوطني المجري(المعروف أيضا باسم ماغيار نيمزيتي غاليريا) في عام 1957 كمتحف للفنون الوطنية. وهو يقع في قلعة بودا في بودابست، المجر. ويضم في مجموعته الفن المجري بكل أنواعه بما في ذلك أعمال العديد من الفنانين المجريين في القرن التاسع عشر والعشرين الذين كانوا يعملون في باريس وغيرها من المواقع في الغرب.

## المعرض

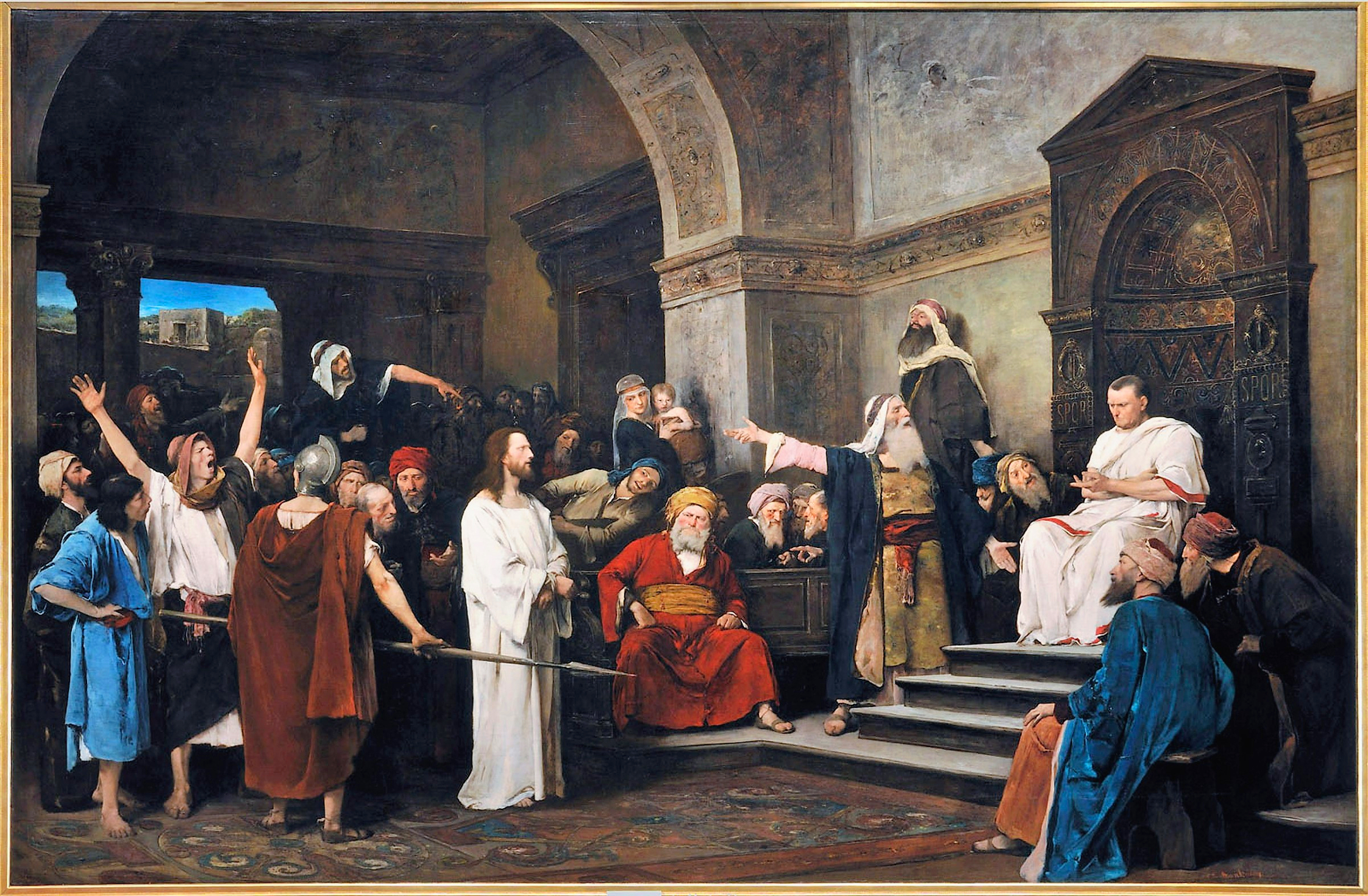
يسوع أمام بيلاطس، ميهالي مونكاسي 1881

يضم المعرض الوطني منازل من العصور الوسطى وعصر النهضة، الفن القوطي، الباروك والفن أثناء النهضة المجرية. وتشمل المجموعة مذابح خشبية من القرن الخامس عشر.

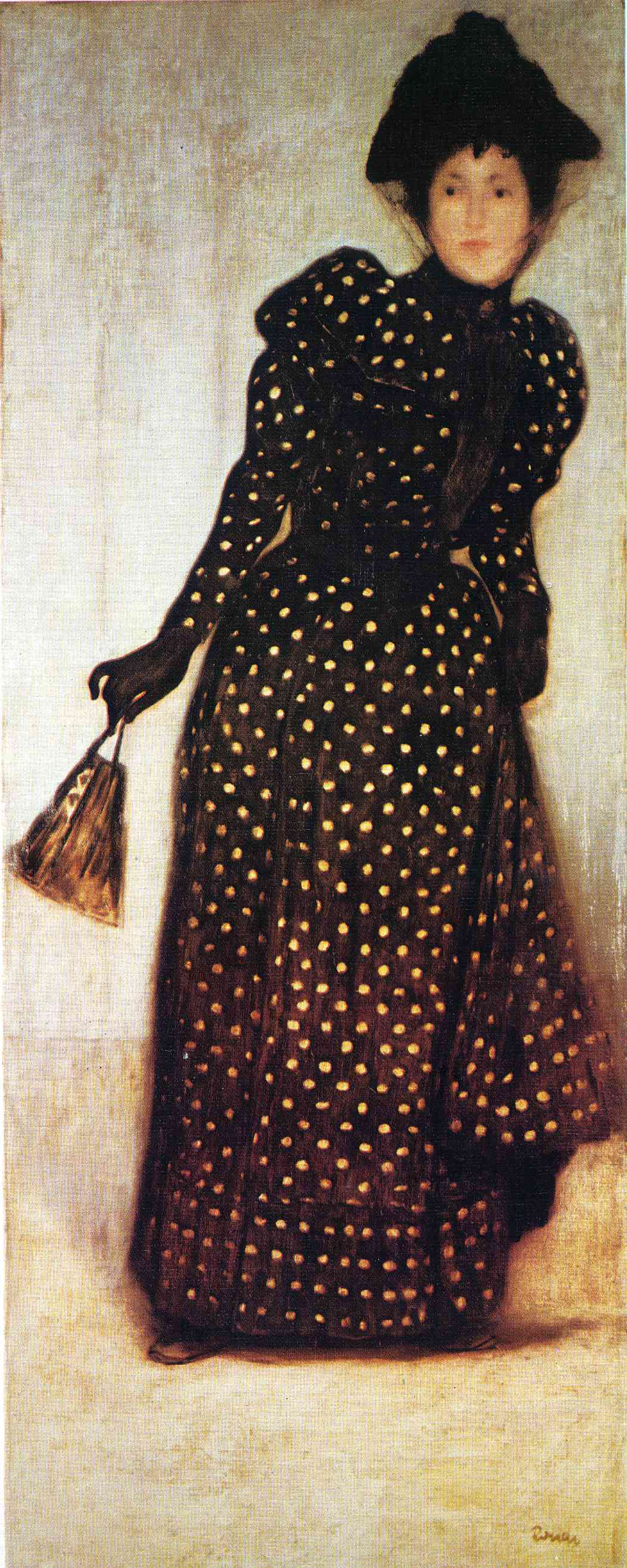
إمرأة ترتدي ثوب البولكا، جوسف ريبل روناي، 1889

## وصلات خارجية
- Official Hungarian National Gallery website—(بالإنجليزية)
- International Artist-Exchange in Museums Budapest
- Budapest Museums

‌